# Черкасская и Каневская епархия
Черкасская и Каневская епархия (укр. Черкаська і Канівська єпархія) — епархия Украинской православной церкви, объединяет приходы и монастыри на территории города Черкассы а также Городищенского, Драбовского, Золотоношского, Каменского, Каневского, Катеринопольского, Корсунь-Шевченковского, Смелянского, Черкасского, Чигиринского, Чернобаевского и Шполянского районов Черкасской области.

## Названия
- Черкасская (викарная) (30.XII.1909-1923)
- Черкасская и Чигиринская (викарная) (1923—1932)
- Черкасская и Каневская (с 1992)

## История
30 декабря 1909 года учреждено Черкасское викариатство Киевской епархии. К викариатству относились приходы прилегающих к Черкассам районов.
На территории нынешней Черкасской области в начале XX века было создано ещё три викарные епископские кафедры: Уманскую — в ноябре 1910 года, Чигиринскую — в ноябре 1911 года, и Каневскую — в августе 1914 года. Эти викарные епархии просуществовали до начала 30-х годов XX века, когда начались массовые репрессии православного духовенства.
Черкасская область оставалась в ведении Киевской кафедры вплоть до 1992 года, когда решением Священного Синода Украинской Православной Церкви образована самостоятельная Черкасская епархия в границах Черкасской области.
8 мая 2008 года из состава епархии была выделена самостоятельная Уманская епархия. 
1 апреля 2015 года решением Священного Синода Украинской православной церкви в составе епархии создано Золотоношское викариатство.

## Епископы
Черкасское викариатство Киевской епархии
- Назарий (Блинов) (31 января 1910 — октябрь 1921)
- Николай (Браиловский) (9 октября 1921—1923 (?))
- Филарет (Линчевский) (15 декабря 1923 — 26 мая 1932)

Черкасская епархия
- Софроний (Дмитрук) (9 августа 1992 — 22 июня 2020)
- Иоанн (Вахнюк) (24 июня — 17 августа 2020) в/у
- Феодосий (Снигирёв) (с 17 августа 2020)